# Waschenbach (Modau)
Der Waschenbach ist ein knapp fünf Kilometer langer, linker Zufluss der Modau im hessischen Landkreis Darmstadt-Dieburg auf dem Gebiet der Gemeinde Mühltal. Er ist ein Bach des Vorderen Odenwalds im Geo-Naturpark Bergstraße-Odenwald.

## Name
Der Name erscheint erstmals 1352 als Wassinbach in den schriftlichen Aufzeichnungen. Das Bestimmungswort leitet sich von einem althochdeutschen Personennamen *Wazzo ab.

## Geographie

### Verlauf
Die Quelle des Waschenbachs liegt in einem Wiesengebiet am Nordrand von Frankenhausen auf ca. 310 m ü. NHN.
Er fließt durch das Waschenbacher Tal in nördliche Richtung, kreuzt dabei die Zeilstraße (K 138) und durchquert den Steinbruch von Waschenbach sowie danach den Ort Waschenbach. Nördlich von Waschenbach fließt der Bach an einer ersten links liegenden Mühle und dann der Pinkmühle ebenfalls am linken Ufer vorbei; unmittelbar hinter dieser unterquert er die Bundesstraße 426.
Gleich danach mündet von rechts und Osten der Griesbach und der Waschenbach fließt an der Schneckenmühle vorbei. Unmittelbar nach dieser unterquert der Bach, der sich nun am Siedlungssaum von Nieder-Ramstadt nach Südwesten wendet, die Waschenbacher Straße(K 138), fließt danach an der Nieder-Beerbacher-Straße entlang in südwestliche Richtung und unterquert diese zuletzt am Feuerwehrmagazin.
Am Südrand von Nieder-Ramstadt mündet der Waschenbach nach 4,8 km langem Lauf mit mittlerem Sohlgefälle von etwa 31 ‰ von links und zuletzt Osten auf unter 160 m ü. NHN in die Modau.

### Zuflüsse
- (Bach von der Dörrwiese) (rechts), 1,4 km
- (Bach vom Klackert) (rechts), ca. 0,5 km
- (Auengraben) (links), ca. 0,3 km
- Griesbach (rechts), 0,9 km

### Orte
- Mühltal
  - Frankenhausen
  - Waschenbach
  - Nieder-Ramstadt